# Pexopsis kyushuensis
Pexopsis kyushuensis är en tvåvingeart som beskrevs av Hiroshi Shima 1968. Pexopsis kyushuensis ingår i släktet Pexopsis och familjen parasitflugor. Inga underarter finns listade i Catalogue of Life.